# Luigi Cavenaghi
Pour les articles homonymes, voir Cavenaghi.
 (juillet 2025).
 Luigi Cavenaghi  (Caravaggio, 8 août 1844 - Milan, 7 décembre 1918) est un peintre et un 
restaurateur d'œuvres d'art actif à la fin XIXe  et au début du  XXe siècle.

## Biographie
Luigi Cavenaghi né à Caravaggio s'est établi à Milan dès son enfance. Il est considéré comme le plus important restaurateur d'art de son époque
Luigi Cavenaghi a été élève de Giuseppe Bertini ; son nom est lié à la restauration de la fresque de La Cène de Léonard de Vinci à laquelle il s'est consacré pendant sept ans (1901-1908).
Il a été directeur de la Pinacothèque Ambrosienne au Vatican.
Il réalisa un grand nombre de décorations dans les maisons milanaises des familles Ponti, Valsecchi, Branca et Crespi et dans de nombreuses églises milanaises.
Comme peintre, Cavenaghi réalisa surtout des portraits.
Divers tableaux de sa composition sont visibles au musée Museo Poldi Pezzoli à Milan.

## Principales œuvres
- Panaches de la coupole, église San Fedele, Milan.
- Décoration des absides, église San Babila, Milan.
- Décoration des intérieurs, basilique Sant'Eufemia, Milan
- Décoration du sanctuaire de l'église Santa Maria del Fonte, Caravaggio.
- Fresques, basilique Santa Maria, Gallarate.

## Sources
- (it) Cet article est partiellement ou en totalité issu de l’article de Wikipédia en italien intitulé « Luigi Cavenaghi » (voir la liste des auteurs).